# Объединение за Мали
Объединение за Мали — малийская политическая партия, созданная в июне 2001 года Ибрагимом Бубакаром Кейтой. Основатель партии стал президентом Мали в 2013 году, после двух неудачных попыток, в этом же году партия победила на парламентских выборах, получив 77,61 % голосов. Ранее он участвовал в выборах 2002 и 2007, на которых он набрал 21,03 % и 19,15 % соответственно.

## История партии

### Выборы президента 2002 года
В октябре 2000 года на тот момент премьер-министр страны Ибрагим Бубакар Кейта покинул президентскую партию «Альянс за демократию в Мали». В преддверии президентских выборов Кейта создал движение «Надежда 2002» в феврале 2001, с целью выдвинуть свою кандидатуру на президентские выборы.
В первом туре, состоявшимся в апреле 2002 года Кейта набрал 21,04 % голосов, едва не пройдя во второй тур, так как разрыв между третьим и вторым местом (во второй тур прошли: Суймала Сиссе и Амаду Тумани Туре) составил всего 0,28 %.

### Парламентские выборы 2002
На выборах 2002 года партия шла в составе движения «Надежда 2002», в которое входило более 15 политических партий, ведущими организациями были: Движение за Мали, Национальный конгресс Демократической инициативы, и движение «За возрождение», после выборов коалиция получила 66 мест, 70 % коалиции составила партия Кейты. Однако большинства движение не получило.

### Муниципальные выборы
На муниципальных выборах 30 мая 2004 года партия получила 13 % голосов избирателей.

### Выборы президента 2007
В январе 2007 года Кейта вновь был выдвинут кандидатом от ДЗМ на президентские выборы в апреле 2007 года. На выборах он занял второе место в первом туре, получив 19,15 % голосов избирателей.

### Парламентские выборы 2007
На июльских выборах 2007 года ДЗМ вновь выступило в коалиции «Фронт за демократию и республику», итогом стало получение 14 мест в парламенте (11 от ДЗМ и 3 от Партии национального возрождения.

### Победа на президентских выборах

#### Первый тур
На выборах 2013 года фаворит выборов, Ибрагим Бубакар Кейта в первом туре набрал 39,23 % голосов избирателей, его ближайший конкурент, кандидат от Союза за республику и демократию, Суймала Сиссе набрал 19,44 %. Выборы происходили после очередного военного переворота в стране, в результате чего страна медленно сползала к анархии.

#### Второй тур
Во втором туре Кейта победил, набрав 77,61 % голосов.

### Парламентские выборы 2013
На новых парламентских выборах партия получила 66 мест или же 45 % мест от их общего числа в парламенте. На этот раз партия шла самостоятельно, не вступая ни с кем в коалицию.

### Дальнейшие действия партии
На президентских выборах 2018 года Кейта набрал 66,17 % во втором туре. Партия одержала победу на выборах 2020 года, получив 51 место.

## Символ и интернационал партии
Символом партии является ткач.
Объединение за Мали является полноправным членом социалистического интернационала.

## Президентские выборы
| Выборы | Кандидат от партии    | Голоса     | %          | Голоса     | %          | Результат |
| Выборы | Кандидат от партии    | Первый тур | Первый тур | Второй тур | Второй тур | Результат |
| ------ | --------------------- | ---------- | ---------- | ---------- | ---------- | --------- |
| 2002   | Ибрагим Бубакар Кейта | 329 143    | 21,03 %    | -          | -          | Поражение |
| 2007   | Ибрагим Бубакар Кейта | 433 897    | 19,15 %    | -          | -          | Поражение |
| 2013   | Ибрагим Бубакар Кейта | 1 222 657  | 39,23 %    | 2 354 693  | 77,61 %    | Избран    |
| 2018   | Ибрагим Бубакар Кейта | 1 331 132  | 41,70 %    | 1 798 632  | 67,17 %    | Избран    |

## Парламентские выборы
| Выборы | Лидер партии          | Места     | +/-  |
| ------ | --------------------- | --------- | ---- |
| 2002   | Ибрагим Бубакар Кейта | 46 из 160 | ▲ 46 |
| 2007   | Ибрагим Бубакар Кейта | 11 из 160 | ▼ 35 |
| 2013   | Ибрагим Бубакар Кейта | 66 из 147 | ▲ 55 |
| 2020   | Ибрагим Бубакар Кейта | 51 из 147 | ▼ 15 |